# Maybach (Friedrichsthal)

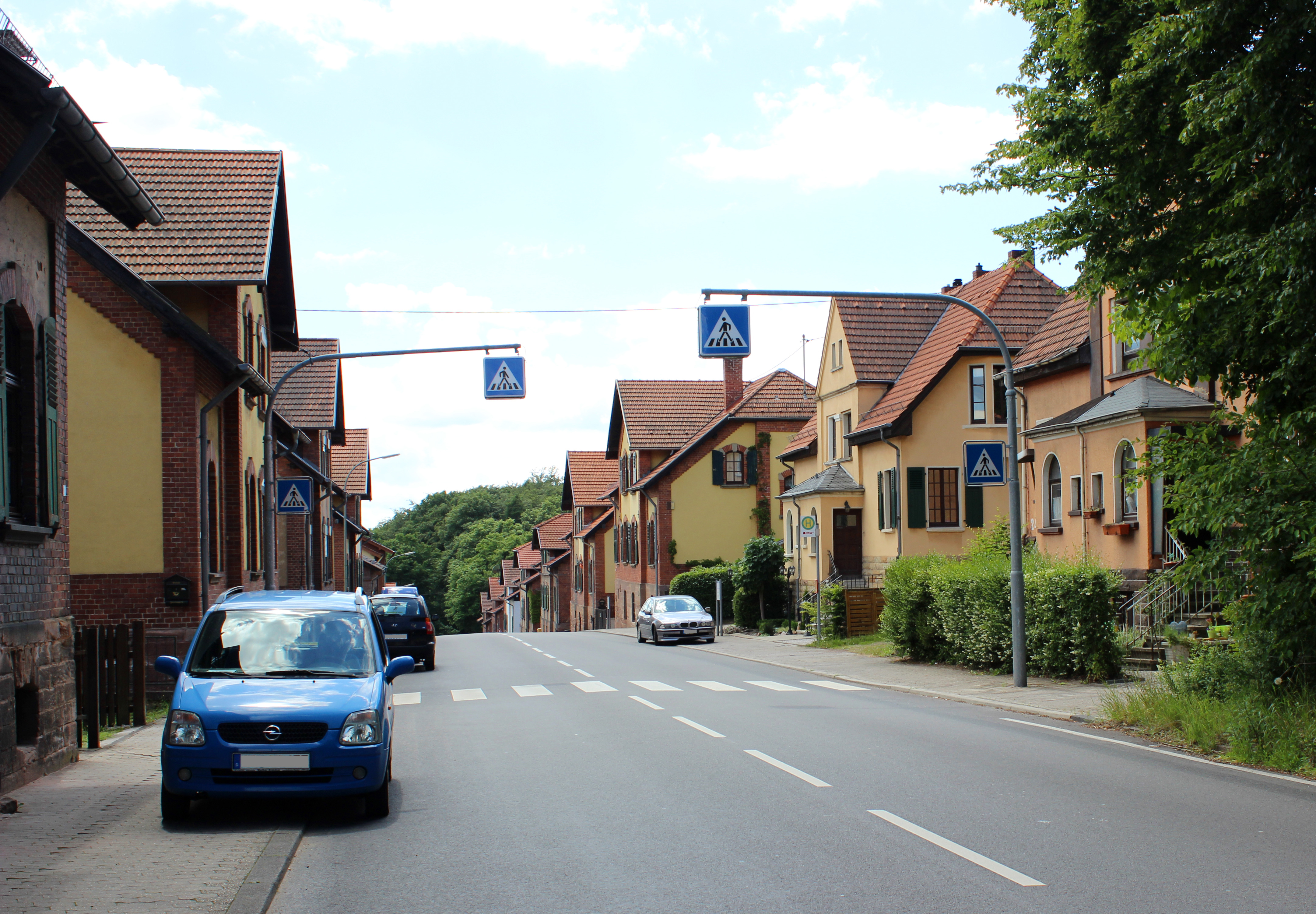
Hauptstraße durch den Ortsteil

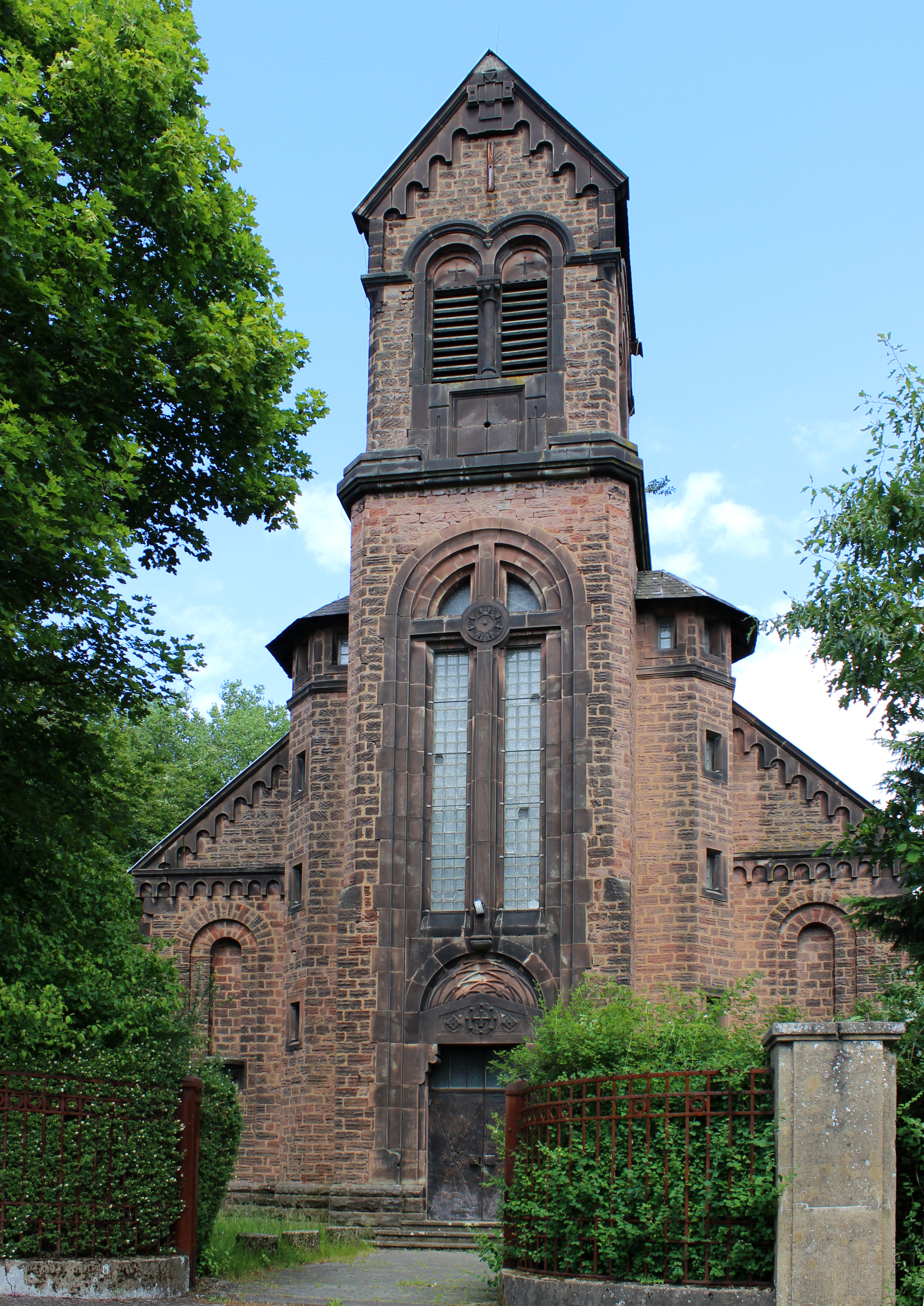
Katholische Kirche St. Ludwig im Ortskern

Maybach ist ein Ortsteil der Stadt Friedrichsthal im Regionalverband Saarbrücken.

## Geographie
Maybach liegt im westlichen Bereich von Friedrichsthal in Richtung Quierschied auf der Anhöhe zwischen dem Trenkelbachtal und dem Fischbachtal.

## Geschichte
1873 wurde im westlichen Bereich des Gemeindegebietes von Friedrichsthal im Trenkelbachtal eine neue Steinkohlegrube eingerichtet, die ab 1882 unter dem Namen Grube Maybach geführt wurde. Namensgeber war der preußische Minister für öffentliche Arbeiten, Albert von Maybach (1822–1904). Anfangs waren die Bergleute in Schlafhäusern bei der Grube oder als Kostgänger bei ortsansässigen Familien untergebracht. Um 1900 errichtete der preußische Bergfiskus dann die Siedlung „Auf der Maybach“. Neben einfachen, gleichförmigen Häusern für die Grubenarbeiter wurden auch größere Doppelhäuser für die Beamten erbaut. 1903 erhielt die Siedlung eine eigene Schule. Zwischen 1908 und 1912 wurden vier Schlafhäuser und ein Waschhaus angelegt.
Während der Zeit des Völkerbund-Mandats errichtete die französische Verwaltung 1924/25 unterhalb der Schule des Ortes die neoromanische katholische Kirche St. Ludwig. Zwei Villen in der Stollenstraße waren für die Direktoren der Grube vorgesehen. Während der Mandatszeit bestand in Maybach auch eine Domanialschule.
Schon 1897 wurde nahe dem Werkstor eine Kaffeeküche mit Konsumladen erbaut, die im Jahr 1936 erweitert wurde. Im Jahre 1964 wurde die Grube Maybach als Förderstandort aufgegeben und 1981 endgültig stillgelegt. Im gleichen Jahr wurde Maybach als Ort der saarländischen Industriekultur unter Denkmalschutz gestellt. Aus dem ehemaligen Grubengelände wurde ein Industriegebiet.

## Verkehr
Maybach liegt unmittelbar an der A 8 und verfügt über eine eigene Autobahnanschlussstelle. Durch den Ort führt die Quierschieder Straße (L 262), die Bildstock mit Quierschied verbindet.

## Wirtschaft
Nach dem Ende des Bergbaus wurde aus dem ehemaligen Grubengelände ein Industriegebiet. Dort errichteten Lidl und der Pharmagroßhändler NOWEDA Logistikzentren, außerdem siedelte sich ein Unternehmen für Fördertechnik an.

## Sehenswürdigkeiten
- Denkmalensemble der ehemaligen Grube Maybach mit der Grubenarbeitersiedlung und der katholischen Pfarrkirche St. Ludwig